# Ponte Maior d'Ourense
La Ponte Maior (Pont Major en gallec), també conegut com a Ponte Vella (Pont Vell), és un pont sobre el riu Miño situat a la ciutat d'Ourense, a Galícia.

## Història
Té el seu origen en el segle i, quan formava part d'un ramal de la Via Nova. La seva situació estratègica com a nus de comunicacions al centre de la Gallaecia va augmentar durant els segles posteriors, contribuint al desenvolupament de la vila.
Durant el segle xii l'arc principal del pont va cedir donant lloc a una sèrie d'interminables reparacions i caigudes que no van finalitzar fins que al segle xvii la reforma final dirigida per Melchor de Velasco va donar al pont el seu aspecte actual, indiscutiblement medieval tot i que manté alguns dels elements romans originals com els arcs d'inici.
Va ser declarat monument històric per Decret de la Prefectura de l'Estat de 6 d'abril de 1961 (BOE de 18 d'abril de 1961).
Avui dia, després de la seva conversió en zona de vianants el 1999, és un dels tres símbols principals de la ciutat juntament amb As Burgas i la Catedral de San Martiño.

## Galeria d'imatges

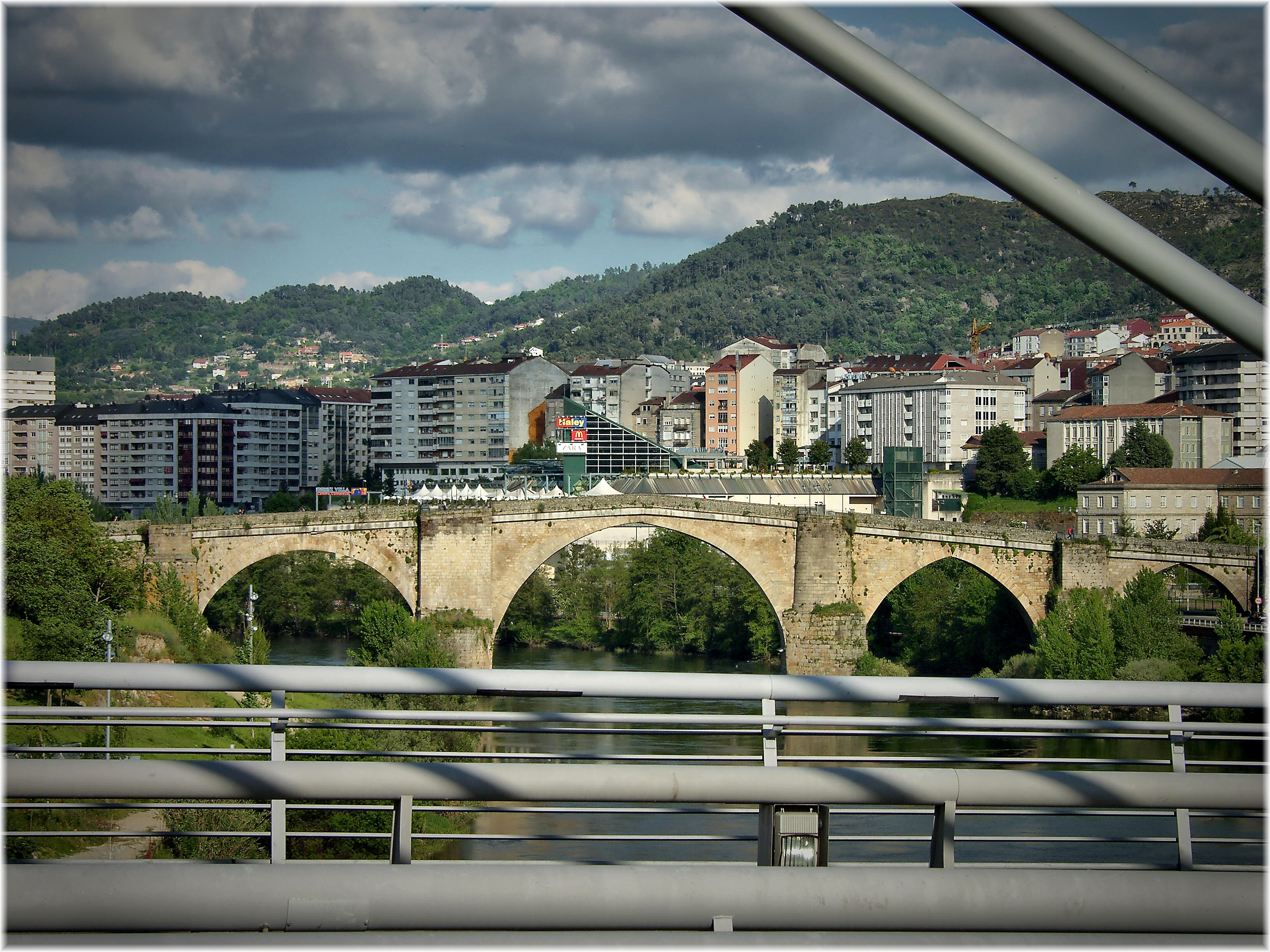
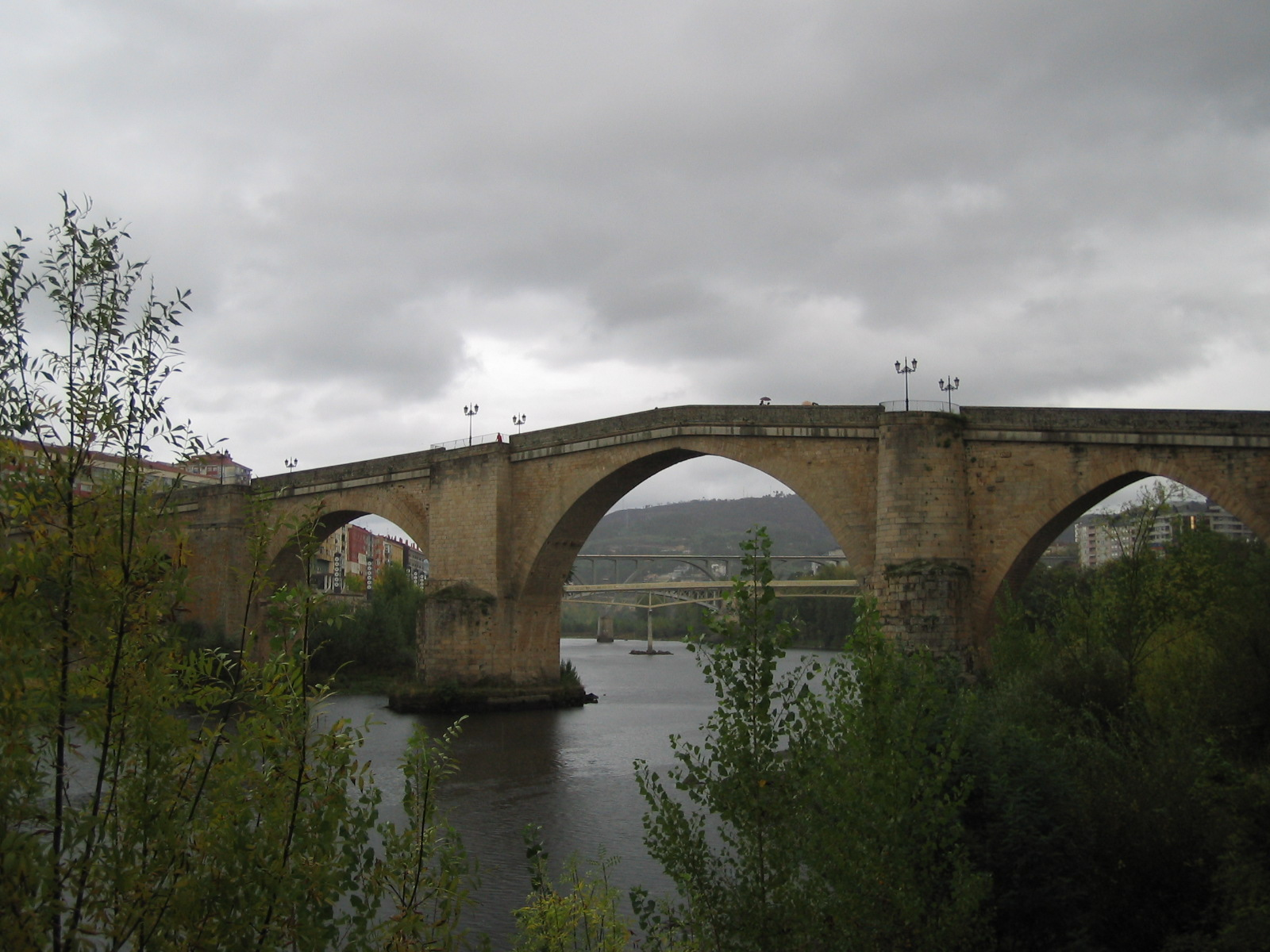
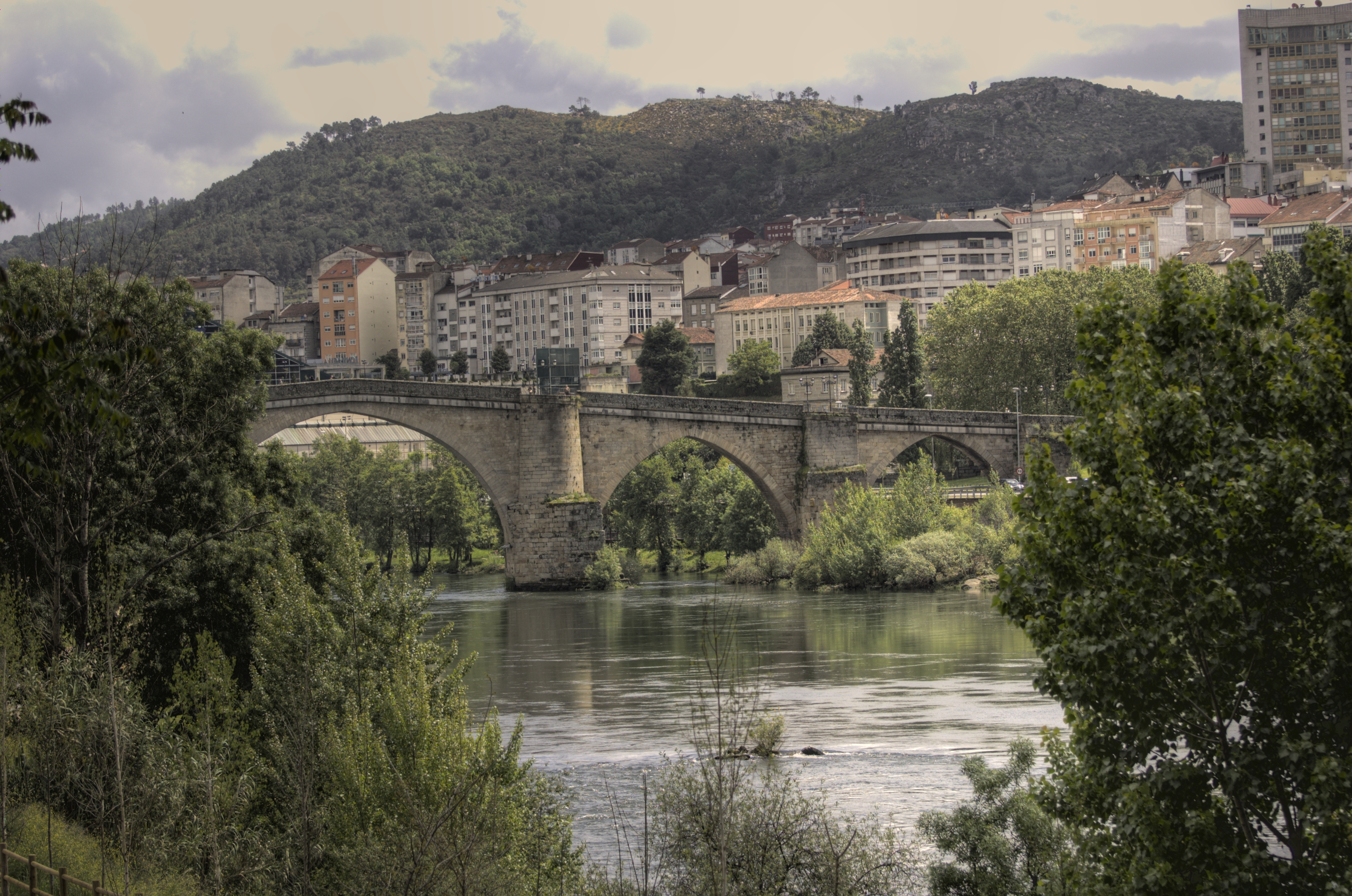
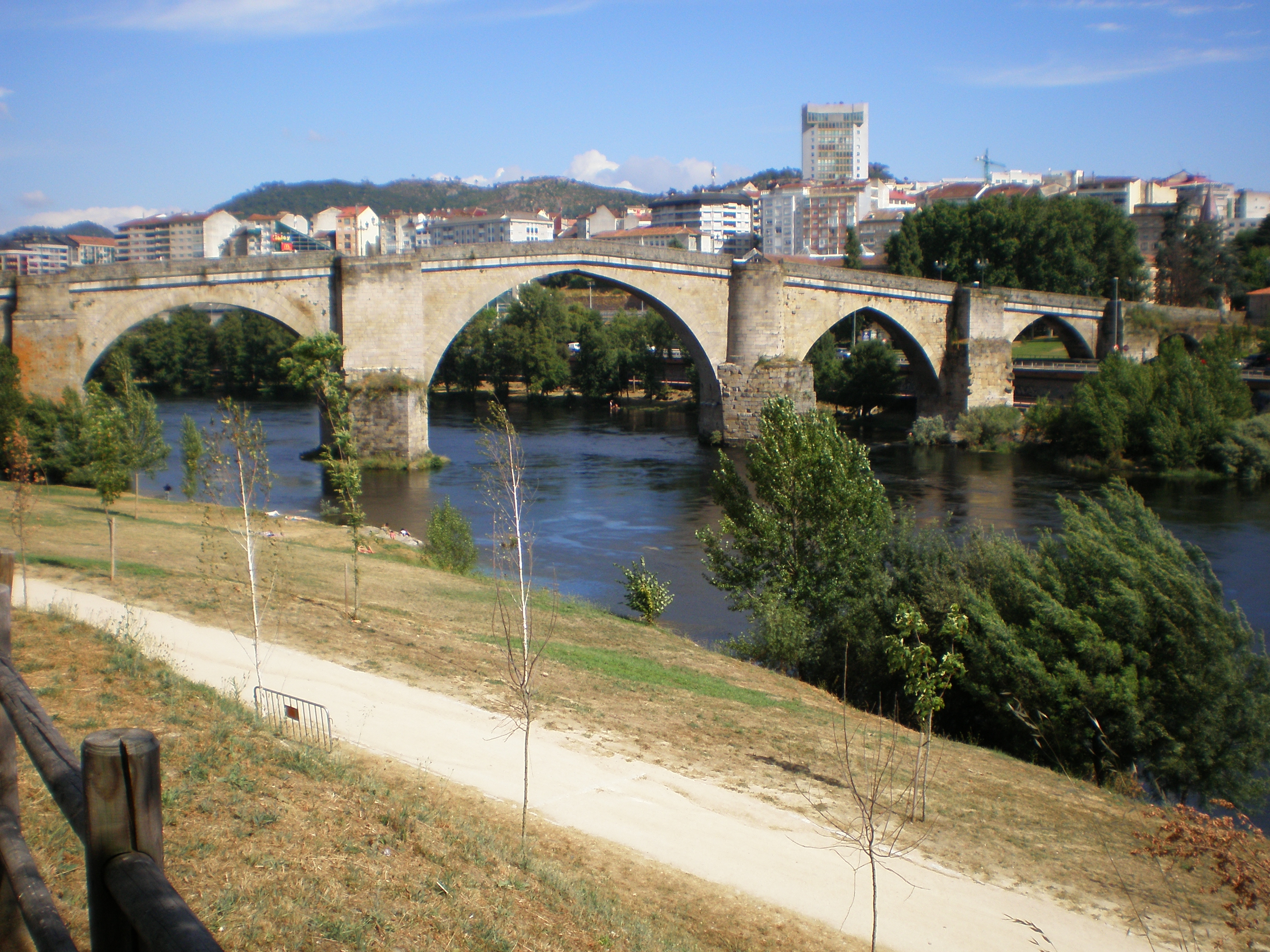